# عضو مینایی
عضو مینایی - که همچنین تحت عنوان عضو دندانی نیز شناخته می شود - یک تجمع سلولی در مقطع هیستولوژیک یک دندان در حال تکامل است. 
بخش های عضو مینایی عبارتند از: 
- اپیتلیوم مینایی داخلی
- اپیتلیوم مینایی خارجی
- لایه بینابینی
- شبکه ستاره ای